# Пер Турен
Пер Людвіг Юліус Турен (швед. Per Ludvig Julius Thorén; 26 січня 1885, Стокгольм, Швеція — 5 січня 1962, Стокгольм) — шведський фігурист, який змагався в одиночному та парному фігурному катанні. Чемпіон Європи 1911 року.

## Спортивні здобутки
Головним спортивним успіхом дворазового шведського чемпіона Турена була бронзова медаль на Олімпійських іграх 1908 року в Лондоні. Тоді він поступився двом співвітчизникам Ульріху Сальхову та Ріхарду Йоганссону. Через рік він став віце-чемпіоном світу й цього знову після Сальхова. У 1905 році він завойовував бронзу на чемпіонаті світу. На чемпіонатах Європи після бронзових медалей у 1906, 1909 та 1910 роках він нарешті став чемпіоном Європи в 1911 році в Санкт-Петербурзі.
На Чемпіонаті світу 1913 року Турен знову виступав у рідному Стокгольмі, але вже в парному катанні разом з Еллі Свенссон. Як чинні чемпіони Швеції вони фінішували на п’ятому місці. Роком раніше Турен виграв змагання шведських пар разом із Елною Монтгомері.
Після завершення спортивної кар'єри Пер Турен став суддею й членом правління Шведської асоціації фігурного катання. 

## Винайдення стрибка турен
Пер вважається винахідником однооборотного стрибка у фігурному катанні з приземленням на махову ліву ногу назад-всередину. Це єдиний стрибок у фігурному катанні й катанні на роликових ковзанах, де приземлення відбувається на ліву ногу. Хоча існує версія, що винахідником цього ж стрибка був німецький фігурист Густав Ойлер. Відповідно й прихильники одного чи іншого називають стрибок «туреном» або «ойлером». Англійською мовою стрибок «торен» називається «Half-Loop». Такий стрибок ніколи не використовували як самостійний, а був сполучним між стандартним і сальховом/фліпом.